# Monnaie, Servitude et Liberté
Pour les articles homonymes, voir Monnaie (homonymie).
Monnaie, Servitude et Liberté est un livre de Joseph Tchundjang Pouemi, économiste camerounais, et constitue une référence pour un courant de pensée qui considère la monnaie héritée du temps des colonies comme un objet de servitude.

## Description

### Sur l'ouvrage
Joseph Tchundjang Pouemi pense qu'il y a des voies d'espoir et propose des approches dans son essai. Avec la rigueur de son background de mathématicien, l'économiste décrit dans un style simple et clair, la place de la monnaie au cœur des économies modernes et le rôle de la monnaie comme d'outil de pouvoir, de contrôle et de régulation des systèmes économiques.